# رهبر حزب محافظه‌کار بریتانیا
رهبر حزب محافظه‌کار بریتانیا (به انگلیسی: Leader of the Conservative Party) عالی‌ترین مقام سیاسی حزب محافظه‌کار در انگلستان است. دارنده فعلی این مقام کمی بیدناک است.که در ۲ نوامبر ۲۰۲۴ به رهبری حزب محافظه‌کار رسید.